# Svetovni pokal v smučarskih skokih 2024
Svetovni pokal v smučarskih skokih 2023/24 je petinštirideseta sezona svetovnega pokala v smučarskih skokih za moške, uradno sedemindvajseta sezona svetovnega pokala v smučarskih poletih in trinajsta sezona za ženske. Za skakalce se je začela 25. novembra 2023 v Kuusamu in končala 24. marca 2024 v Planici, za skakalke pa se je začela 2. decembra 2023 v Lillehammerju in končala 21. marca 2024 v Planici. Zlati globus za skupno zmago v svetovnem pokalu sta osvojila Stefan Kraft med skakalci in Nika Prevc med skakalkami.

## Moški

### Koledar

#### Posamične tekme
| Št.sk.                                                                                     | Št.sz.                                                                   | Datum                                                                    | Prizorišče (skakalnica)                                                  | Št.                                                                      | Zmagovalec                                              | Drugi                                                   | Tretji                                                  | Vir                                                     |
| ------------------------------------------------------------------------------------------ | ------------------------------------------------------------------------ | ------------------------------------------------------------------------ | ------------------------------------------------------------------------ | ------------------------------------------------------------------------ | ------------------------------------------------------- | ------------------------------------------------------- | ------------------------------------------------------- | ------------------------------------------------------- |
| 1088                                                                                       | 1                                                                        | 25. november 2023                                                        | Ruka (Rukatunturi HS142)                                                 | L 788                                                                    | Stefan Kraft                                            | Pius Paschke                                            | Stephan Leyhe                                           | [ 7 ]                                                   |
| 1089                                                                                       | 2                                                                        | 26. november 2023                                                        | Ruka (Rukatunturi HS142)                                                 | L 789                                                                    | Stefan Kraft                                            | Jan Hörl                                                | Andreas Wellinger                                       | [ 8 ]                                                   |
| 1090                                                                                       | 3                                                                        | 2. december 2023                                                         | Lillehammer (Lysgårdsbakken HS98/140)                                    | N 161                                                                    | Stefan Kraft                                            | Andreas Wellinger                                       | Daniel Tschofenig                                       | [ 9 ]                                                   |
| 1091                                                                                       | 4                                                                        | 3. december 2023                                                         | Lillehammer (Lysgårdsbakken HS98/140)                                    | L 790                                                                    | Stefan Kraft                                            | Andreas Wellinger                                       | Jan Hörl                                                | [ 10 ]                                                  |
| 1092                                                                                       | 5                                                                        | 9. december 2023                                                         | Klingenthal (Vogtland Arena HS140)                                       | L 791                                                                    | Karl Geiger                                             | Stefan Kraft                                            | Rjoju Kobajaši                                          | [ 11 ]                                                  |
| 1093                                                                                       | 6                                                                        | 10. december 2023                                                        | Klingenthal (Vogtland Arena HS140)                                       | L 792                                                                    | Karl Geiger                                             | Gregor Deschwanden                                      | Andreas Wellinger                                       | [ 12 ]                                                  |
| 1094                                                                                       | 7                                                                        | 16. december 2023                                                        | Engelberg (Gross-Titlis HS140)                                           | L 793                                                                    | Pius Paschke                                            | Marius Lindvik                                          | Stefan Kraft                                            | [ 13 ]                                                  |
| 1095                                                                                       | 8                                                                        | 17. december 2023                                                        | Engelberg (Gross-Titlis HS140)                                           | L 794                                                                    | Stefan Kraft                                            | Jan Hörl                                                | Pius Paschke                                            | [ 14 ]                                                  |
| 1096                                                                                       | 9                                                                        | 29. december 2023                                                        | Oberstdorf (Schattenberg HS137)                                          | L 795                                                                    | Andreas Wellinger                                       | Rjoju Kobajaši                                          | Stefan Kraft                                            | [ 15 ]                                                  |
| 1097                                                                                       | 10                                                                       | 1. januar 2024                                                           | Garmisch-Pa (Olympiaschanze HS142)                                       | L 796                                                                    | Anže Lanišek                                            | Rjoju Kobajaši                                          | Andreas Wellinger                                       | [ 16 ]                                                  |
| 1098                                                                                       | 11                                                                       | 3. januar 2024                                                           | Innsbruck (Bergiselschanze HS128)                                        | L 797                                                                    | Jan Hörl                                                | Rjoju Kobajaši                                          | Michael Hayböck                                         | [ 17 ]                                                  |
| 1099                                                                                       | 12                                                                       | 6. januar 2024                                                           | Bischofshofen (Paul-Ausserleitner HS142)                                 | L 798                                                                    | Stefan Kraft                                            | Rjoju Kobajaši                                          | Anže Lanišek                                            | [ 18 ]                                                  |
| 72. Turneja štirih skakalnic skupno (29. december 2023 – 6. januar 2024)                   | 72. Turneja štirih skakalnic skupno (29. december 2023 – 6. januar 2024) | 72. Turneja štirih skakalnic skupno (29. december 2023 – 6. januar 2024) | 72. Turneja štirih skakalnic skupno (29. december 2023 – 6. januar 2024) | 72. Turneja štirih skakalnic skupno (29. december 2023 – 6. januar 2024) | Rjoju Kobajaši                                          | Andreas Wellinger                                       | Stefan Kraft                                            | [ 19 ]                                                  |
| kvalifikacije                                                                              | kvalifikacije                                                            | 12. januar 2024                                                          | Wisła (Malinka HS134)                                                    | L Qro                                                                    | Anže Lanišek                                            | Andreas Wellinger                                       | Lovro Kos                                               | [ 20 ]                                                  |
| super ekipna                                                                               | super ekipna                                                             | 13. januar 2024                                                          | Wisła (Malinka HS134)                                                    | L T                                                                      | Anže Lanišek                                            | Andreas Wellinger                                       | Lovro Kos                                               | [ 21 ]                                                  |
| 1100                                                                                       | 13                                                                       | 14. januar 2024                                                          | Wisła (Malinka HS134)                                                    | L 799                                                                    | Rjoju Kobajaši                                          | Stefan Kraft                                            | Andreas Wellinger                                       | [ 22 ]                                                  |
| kvalifikacije                                                                              | kvalifikacije                                                            | 16. januar 2024                                                          | Szczyrk (Skalite HS104)                                                  | N Qro                                                                    | Rjoju Kobajaši                                          | Anže Lanišek                                            | Andreas Wellinger                                       | [ 23 ]                                                  |
|                                                                                            |                                                                          | 17. januar 2024                                                          | Szczyrk (Skalite HS104)                                                  | N cnx                                                                    | odpovedana zaradi močnega vetra in prestavljena v Lahti | odpovedana zaradi močnega vetra in prestavljena v Lahti | odpovedana zaradi močnega vetra in prestavljena v Lahti | odpovedana zaradi močnega vetra in prestavljena v Lahti |
| kvalifikacije                                                                              | kvalifikacije                                                            | 19. januar 2024                                                          | Zakopane (Wielka Krokiew HS140)                                          | L Qro                                                                    | Stefan Kraft                                            | Andreas Wellinger                                       | Manuel Fettner                                          | [ 24 ]                                                  |
| ekipno                                                                                     | ekipno                                                                   | 20. januar 2024                                                          | Zakopane (Wielka Krokiew HS140)                                          | L T                                                                      | Stefan Kraft                                            | Andreas Wellinger                                       | Ren Nikaido                                             | [ 25 ]                                                  |
| 1101                                                                                       | 14                                                                       | 21. januar 2024                                                          | Zakopane (Wielka Krokiew HS140)                                          | L 800                                                                    | Stefan Kraft                                            | Andreas Wellinger                                       | Anže Lanišek                                            | [ 26 ]                                                  |
| 1. Poljska turneja skupno (13–21. januar 2024)                                             | 1. Poljska turneja skupno (13–21. januar 2024)                           | 1. Poljska turneja skupno (13–21. januar 2024)                           | 1. Poljska turneja skupno (13–21. januar 2024)                           | 1. Poljska turneja skupno (13–21. januar 2024)                           | Austria                                                 | Slovenia                                                | Germany                                                 | [ 27 ]                                                  |
| Svetovno prvenstvo v smučarskih poletih 2024 · (26–27. januar • Bad Mitterndorf, Avstrija) |                                                                          |                                                                          |                                                                          |                                                                          |                                                         |                                                         |                                                         |                                                         |
| 1102                                                                                       | 15                                                                       | 3. februar 2024                                                          | Willingen (Mühlenkopf HS147)                                             | L 801                                                                    | Johann André Forfang                                    | Rjoju Kobajaši                                          | Kristoffer Eriksen Sundal                               | [ 28 ]                                                  |
| 1103                                                                                       | 16                                                                       | 4. februar 2024                                                          | Willingen (Mühlenkopf HS147)                                             | L 802                                                                    | Andreas Wellinger                                       | Rjoju Kobajaši                                          | Gregor Deschwanden                                      | [ 29 ]                                                  |
| 1104                                                                                       | 17                                                                       | 10. februar 2024                                                         | Lake Placid (MacKenzie Int. HS128)                                       | L 803                                                                    | Lovro Kos                                               | Rjoju Kobajaši                                          | Marius Lindvik                                          | [ 30 ]                                                  |
| 1105                                                                                       | 18                                                                       | 11. februar 2024                                                         | Lake Placid (MacKenzie Int. HS128)                                       | L 804                                                                    | Stefan Kraft                                            | Lovro Kos Philipp Raimund                               | –                                                       | [ 31 ]                                                  |
| 1106                                                                                       | 19                                                                       | 17. februar 2024                                                         | Saporo (Okurajama HS137)                                                 | L 805                                                                    | Stefan Kraft                                            | Rjoju Kobajaši                                          | Andreas Wellinger                                       | [ 32 ]                                                  |
| 1107                                                                                       | 20                                                                       | 18. februar 2024                                                         | Saporo (Okurajama HS137)                                                 | L 806                                                                    | Domen Prevc                                             | Rjoju Kobajaši                                          | Kristoffer Eriksen Sundal                               | [ 33 ]                                                  |
| 1108                                                                                       | 21                                                                       | 24. februar 2024                                                         | Oberstdorf (Heini-Klopfer HS235)                                         | F 141                                                                    | Timi Zajc                                               | Peter Prevc                                             | Stefan Kraft                                            | [ 34 ]                                                  |
| 1109                                                                                       | 22                                                                       | 25. februar 2024                                                         | Oberstdorf (Heini-Klopfer HS235)                                         | F 142                                                                    | Stefan Kraft                                            | Peter Prevc                                             | Rjoju Kobajaši                                          | [ 35 ]                                                  |
| 1110                                                                                       | 23                                                                       | 1. marec 2024                                                            | Lahti (Salpausselkä HS130)                                               | L 807                                                                    | Lovro Kos                                               | Andreas Wellinger                                       | Rjoju Kobajaši                                          | [ 36 ]                                                  |
| 1111                                                                                       | 24                                                                       | 3. marec 2024                                                            | Lahti (Salpausselkä HS130)                                               | L 808                                                                    | Jan Hörl                                                | Peter Prevc                                             | Aleksander Zniszczoł                                    | [ 37 ]                                                  |
| prolog                                                                                     | prolog                                                                   | 8. marec 2024                                                            | Oslo (Holmenkollen HS134)                                                | L Qro                                                                    | Daniel Huber                                            | Johann André Forfang                                    | Marius Lindvik                                          | [ 38 ]                                                  |
| 1112                                                                                       | 25                                                                       | 9. marec 2024                                                            | Oslo (Holmenkollen HS134)                                                | L 809                                                                    | Stefan Kraft                                            | Kristoffer Eriksen Sundal                               | Jan Hörl                                                | [ 39 ]                                                  |
| prolog                                                                                     | prolog                                                                   | 10. marec 2024                                                           | Oslo (Holmenkollen HS134)                                                | L Qro                                                                    | Stefan Kraft                                            | Rjoju Kobajaši                                          | Manuel Fettner                                          | [ 40 ]                                                  |
| 1113                                                                                       | 26                                                                       | 10. marec 2024                                                           | Oslo (Holmenkollen HS134)                                                | L 810                                                                    | Johann André Forfang                                    | Rjoju Kobajaši                                          | Stefan Kraft                                            | [ 41 ]                                                  |
| 1114                                                                                       | 27                                                                       | 12. marec 2024                                                           | Trondheim (Granåsen HS105/138)                                           | N 162                                                                    | Rjoju Kobajaši                                          | Peter Prevc                                             | Jan Hörl                                                | [ 42 ]                                                  |
| 1115                                                                                       | 28                                                                       | 13. marec 2024                                                           | Trondheim (Granåsen HS105/138)                                           | L 811                                                                    | Stefan Kraft                                            | Daniel Tschofenig                                       | Jan Hörl                                                | [ 43 ]                                                  |
| prolog                                                                                     | prolog                                                                   | 15. marec 2024                                                           | Vikersund (Vikersundbakken HS240)                                        | F Qro                                                                    | Peter Prevc                                             | Stefan Kraft                                            | Daniel Huber                                            | [ 44 ]                                                  |
| 1116                                                                                       | 29                                                                       | 17. marec 2024                                                           | Vikersund (Vikersundbakken HS240)                                        | F 143                                                                    | Stefan Kraft                                            | Daniel Huber                                            | Domen Prevc                                             | [ 45 ]                                                  |
| 1117                                                                                       | 30                                                                       | 17. marec 2024                                                           | Vikersund (Vikersundbakken HS240)                                        | F 144                                                                    | Daniel Huber                                            | Stefan Kraft                                            | Timi Zajc                                               | [ 46 ]                                                  |
| 7. Raw Air skupno (8–17. marec 2024)                                                       | 7. Raw Air skupno (8–17. marec 2024)                                     | 7. Raw Air skupno (8–17. marec 2024)                                     | 7. Raw Air skupno (8–17. marec 2024)                                     | 7. Raw Air skupno (8–17. marec 2024)                                     | Stefan Kraft                                            | Peter Prevc                                             | Daniel Huber                                            | [ 47 ]                                                  |
| kvalifikacije                                                                              | kvalifikacije                                                            | 21. marec 2024                                                           | Planica (Letalnica b. Gorišek HS240)                                     | F Qro                                                                    | Rjoju Kobajaši                                          | Piotr Żyła                                              | Daniel Huber                                            | [ 48 ]                                                  |
| 1118                                                                                       | 31                                                                       | 22. marec 2024                                                           | Planica (Letalnica b. Gorišek HS240)                                     | F 145                                                                    | Peter Prevc                                             | Daniel Huber                                            | Johann André Forfang                                    | [ 49 ]                                                  |
| ekipno                                                                                     | ekipno                                                                   | 23. marec 2024                                                           | Planica (Letalnica b. Gorišek HS240)                                     | F T                                                                      | Daniel Huber                                            | Rjoju Kobajaši                                          | Peter Prevc                                             | [ 50 ]                                                  |
| 1119                                                                                       | 32                                                                       | 24. marec 2024                                                           | Planica (Letalnica b. Gorišek HS240)                                     | F 146                                                                    | Daniel Huber                                            | Domen Prevc                                             | Aleksander Zniszczoł                                    | [ 51 ]                                                  |
| 6. Planica7 skupno (21–24. marec 2024)                                                     | 6. Planica7 skupno (21–24. marec 2024)                                   | 6. Planica7 skupno (21–24. marec 2024)                                   | 6. Planica7 skupno (21–24. marec 2024)                                   | 6. Planica7 skupno (21–24. marec 2024)                                   | Daniel Huber                                            | Peter Prevc                                             | Johann André Forfang                                    | [ 52 ]                                                  |
| 45. svetovni pokal skupno (25. november 2023 – 24. marec 2024)                             | 45. svetovni pokal skupno (25. november 2023 – 24. marec 2024)           | 45. svetovni pokal skupno (25. november 2023 – 24. marec 2024)           | 45. svetovni pokal skupno (25. november 2023 – 24. marec 2024)           | 45. svetovni pokal skupno (25. november 2023 – 24. marec 2024)           | Stefan Kraft                                            | Rjoju Kobajaši                                          | Andreas Wellinger                                       | [ 53 ]                                                  |

#### Ekipne tekme
| Št.sk.                                                                                  | Št.sz. | Datum           | Prizorišče (skakalnica)              | Št.   | Zmagovalci                                                                                              | Drugi                                                                                | Tretji                                                                                    | Vir    |
| --------------------------------------------------------------------------------------- | ------ | --------------- | ------------------------------------ | ----- | --- | ------------------------------------------------------------------------------------ | ----------------------------------------------------------------------------------------- | ------ |
| 120                                                                                     | 1      | 20. januar 2024 | Zakopane (Wielka Krokiew HS140)      | L 092 | Avstrija1. Michael Hayböck · 2. Manuel Fettner · 3. Jan Hörl · 4. Stefan Kraft ·                        | Slovenija1. Lovro Kos 2. Domen Prevc 3. Peter Prevc 4. Anže Lanišek                  | Nemčija1. Pius Paschke · 2. Karl Geiger · 3. Stephan Leyhe · 4. Andreas Wellinger ·       | [ 54 ] |
| Svetovno prvenstvo v smučarskih poletih 2024 · (28. januar • Bad Mitterndorf, Avstrija) |        |                 |                                      |       | |                                                                                      |                                                                                           |        |
| 121                                                                                     | 2      | 2. marec 2024   | Lahti (Salpausselkä HS130)           | L 093 | Norveška1. Johann André Forfang 2. Halvor Egner Granerud 3. Kristoffer Eriksen Sundal 4. Marius Lindvik | Avstrija1. Daniel Tschofenig · 2. Stephan Embacher · 3. Jan Hörl · 4. Stefan Kraft · | Nemčija1. Pius Paschke · 2. Stephan Leyhe · 3. Philipp Raimund · 4. Andreas Wellinger ·   | [ 55 ] |
| 122                                                                                     | 3      | 23. marec 2024  | Planica (Letalnica b. Gorišek HS240) | F 027 | Avstrija1. Daniel Tschofenig · 2. Michael Hayböck · 3. Stefan Kraft · 4. Daniel Huber ·                 | Slovenija1. Lovro Kos 2. Domen Prevc 3. Timi Zajc 4. Peter Prevc                     | Norveška1. Robert Johansson 2. Benjamin Østvold 3. Marius Lindvik 4. Johann André Forfang | [ 56 ] |

#### Superekipne tekme
| Št.sk. | Št.sz. | Datum            | Prizorišče (skakalnica)            | Št.   | Zmagovalca                                     | Druga                                                        | Tretja                                            | Vir    |
| ------ | ------ | ---------------- | ---------------------------------- | ----- | ---------------------------------------------- | ------------------------------------------------------------ | ------------------------------------------------- | ------ |
| 3      | 1      | 13. januar 2024  | Wisła (Malinka HS134)              | L 002 | Slovenija1. Lovro Kos 2. Anže Lanišek          | Avstrija1. Manuel Fettner · 2. Jan Hörl ·                    | Nemčija1. Stephan Leyhe · 2. Andreas Wellinger ·  | [ 57 ] |
| 4      | 2      | 10. februar 2024 | Lake Placid (MacKenzie Int. HS128) | L 003 | Avstrija1. Michael Hayböck · 2. Stefan Kraft · | Nemčija1. Philipp Raimund · 2. Andreas Wellinger ·           | Norveška1. Marius Lindvik 2. Johann André Forfang | [ 58 ] |
| 5      | 3      | 23. februar 2024 | Oberstdorf (Heini-Klopfer HS235)   | F 001 | Slovenija1. Timi Zajc 2. Domen Prevc           | Norveška1. Kristoffer Eriksen Sundal 2. Johann André Forfang | Avstrija1. Michael Hayböck · 2. Stefan Kraft ·    | [ 59 ] |

### Razvrstitve
| Uvr. | po 32 tekmah         | Točke |
| ---- | -------------------- | ----- |
| 1    | Stefan Kraft         | 2149  |
| 2    | Rjoju Kobajaši       | 1673  |
| 3    | Andreas Wellinger    | 1488  |
| 4    | Jan Hörl             | 1140  |
| 5    | Peter Prevc          | 1071  |
| 6    | Michael Hayböck      | 882   |
| 7    | Johann André Forfang | 867   |
| 8    | Marius Lindvik       | 854   |
| 9    | Lovro Kos            | 792   |
| 10   | Pius Paschke         | 778   |

| Uvr. | po 38 tekmah | Točke |
| ---- | ------------ | ----- |
| 1    | Avstrija     | 8149  |
| 2    | Slovenija    | 5142  |
| 3    | Nemčija      | 5022  |
| 4    | Norveška     | 4360  |
| 5    | Japonska     | 3275  |
| 6    | Poljska      | 2158  |
| 7    | Švica        | 898   |
| 8    | Italija      | 633   |
| 9    | Finska       | 590   |
| 10   | ZDA          | 512   |

| Uvr. | po 41 nagradah       | CHF     |
| ---- | -------------------- | ------- |
| 1    | Stefan Kraft         | 373 150 |
| 2    | Rjoju Kobajaši       | 338 600 |
| 3    | Andreas Wellinger    | 212 050 |
| 4    | Jan Hörl             | 154 850 |
| 5    | Peter Prevc          | 151 650 |
| 6    | Johann André Forfang | 129 500 |
| 7    | Michael Hayböck      | 128 950 |
| 8    | Lovro Kos            | 121 050 |
| 9    | Daniel Huber         | 116 000 |
| 10   | Marius Lindvik       | 114 450 |

| Uvr. | po 6 tekmah          | Točke |
| ---- | -------------------- | ----- |
| 1    | Daniel Huber         | 429   |
| 2    | Stefan Kraft         | 426   |
| 3    | Peter Prevc          | 382   |
| 4    | Timi Zajc            | 296   |
| 5    | Domen Prevc          | 270   |
| 6    | Rjoju Kobajaši       | 189   |
| 7    | Andreas Wellinger    | 174   |
| 8    | Johann André Forfang | 172   |
| 9    | Aleksander Zniszczoł | 160   |
| 10   | Michael Hayböck      | 157   |

| Uvr. | po 4 tekmah       | Točke  |
| ---- | ----------------- | ------ |
| 1    | Rjoju Kobajaši    | 1145,2 |
| 2    | Andreas Wellinger | 1120,7 |
| 3    | Stefan Kraft      | 1112,7 |
| 4    | Jan Hörl          | 1093,5 |
| 5    | Anže Lanišek      | 1089,1 |
| 6    | Michael Hayböck   | 1066,9 |
| 7    | Lovro Kos         | 1043,8 |
| 8    | Clemens Aigner    | 1042,4 |
| 9    | Marius Lindvik    | 1029,4 |
| 10   | Timi Zajc         | 1026,0 |

| Uvr. | po 7 tekmah | Točke  |
| ---- | ----------- | ------ |
| 1    | Avstrija    | 3872,9 |
| 2    | Slovenija   | 3863,0 |
| 3    | Nemčija     | 3743,4 |
| 4    | Japonska    | 3691,5 |
| 5    | Norveška    | 3641,8 |
| 6    | Poljska     | 3532,3 |
| 7    | Švica       | 3133,6 |
| 8    | Italija     | 2889,2 |
| 9    | ZDA         | 2466,2 |
| 10   | Finska      | 2332,8 |

| Uvr. | po 9 tekmah          | Točke  |
| ---- | -------------------- | ------ |
| 1    | Stefan Kraft         | 2494,7 |
| 2    | Peter Prevc          | 2369,1 |
| 3    | Daniel Huber         | 2326,7 |
| 4    | Timi Zajc            | 2281,9 |
| 5    | Michael Hayböck      | 2239,8 |
| 6    | Andreas Wellinger    | 2227,3 |
| 7    | Daniel Tschofenig    | 2155,4 |
| 8    | Gregor Deschwanden   | 2123,5 |
| 9    | Aleksander Zniszczoł | 2121,8 |
| 10   | Domen Prevc          | 1986,6 |

| Uvr. | po 4 tekmah          | Točke  |
| ---- | -------------------- | ------ |
| 1    | Daniel Huber         | 1374,6 |
| 2    | Peter Prevc          | 1282,4 |
| 3    | Johann André Forfang | 1256,5 |
| 4    | Stefan Kraft         | 1251,7 |
| 5    | Rjoju Kobajaši       | 1235,1 |
| 6    | Aleksander Zniszczoł | 1231,2 |
| 7    | Daniel Tschofenig    | 1215,5 |
| 8    | Piotr Żyła           | 1214,7 |
| 9    | Pius Paschke         | 1207,8 |
| 10   | Domen Prevc          | 1204,6 |

## Ženske

### Koledar

#### Posamične tekme
| Št.sk.                                                            | Št.sz.                                                            | Datum                                                             | Prizorišče (skakalnica)                                           | Št.                                                               | Zmagovalka                                                       | Druga                                                            | Tretja                                                           | Vir                                                              |
| ----------------------------------------------------------------- | ----------------------------------------------------------------- | ----------------------------------------------------------------- | ----------------------------------------------------------------- | ----------------------------------------------------------------- | ---------------------------------------------------------------- | ---------------------------------------------------------------- | ---------------------------------------------------------------- | ---------------------------------------------------------------- |
| 210                                                               | 1                                                                 | 2. december 2023                                                  | Lillehammer (Lysgårdsbakken HS98/140)                             | N 155                                                             | Juki Ito                                                         | Joséphine Pagnier                                                | Alexandria Loutitt                                               | [ 73 ]                                                           |
| 211                                                               | 2                                                                 | 3. december 2023                                                  | Lillehammer (Lysgårdsbakken HS98/140)                             | L 056                                                             | Joséphine Pagnier                                                | Alexandria Loutitt                                               | Eirin Maria Kvandal                                              | [ 74 ]                                                           |
| 212                                                               | 3                                                                 | 15. december 2023                                                 | Engelberg (Gross-Titlis HS140)                                    | L 057                                                             | Joséphine Pagnier                                                | Alexandria Loutitt                                               | Ema Klinec                                                       | [ 75 ]                                                           |
| 213                                                               | 4                                                                 | 16. december 2023                                                 | Engelberg (Gross-Titlis HS140)                                    | L 058                                                             | Nika Prevc                                                       | Ema Klinec                                                       | Eirin Maria Kvandal                                              | [ 76 ]                                                           |
| 214                                                               | 5                                                                 | 30. december 2023                                                 | Garmisch-Pa (Olympiaschanze HS142)                                | L 059                                                             | Nika Prevc                                                       | Eirin Maria Kvandal                                              | Abigail Strate                                                   | [ 77 ]                                                           |
| 215                                                               | 6                                                                 | 1. januar 2024                                                    | Oberstdorf (Schattenberg HS137)                                   | L 060                                                             | Eva Pinkelnig                                                    | Abigail Strate                                                   | Eirin Maria Kvandal Jacqueline Seifriedsberger                   | [ 78 ]                                                           |
| 1. Turneja dveh večerov skupno (30. december 2023–1. januar 2024) | 1. Turneja dveh večerov skupno (30. december 2023–1. januar 2024) | 1. Turneja dveh večerov skupno (30. december 2023–1. januar 2024) | 1. Turneja dveh večerov skupno (30. december 2023–1. januar 2024) | 1. Turneja dveh večerov skupno (30. december 2023–1. januar 2024) | Nika Prevc                                                       | Eva Pinkelnig                                                    | Abigail Strate                                                   | [ 79 ]                                                           |
| 216                                                               | 7                                                                 | 3. januar 2024                                                    | Beljak (Alpenarena HS98)                                          | N 156                                                             | Nika Prevc                                                       | Eva Pinkelnig                                                    | Abigail Strate                                                   | [ 80 ]                                                           |
| 217                                                               | 8                                                                 | 4. januar 2024                                                    | Beljak (Alpenarena HS98)                                          | N 157                                                             | Nika Prevc                                                       | Eva Pinkelnig                                                    | Nika Križnar                                                     | [ 81 ]                                                           |
| 218                                                               | 9                                                                 | 13. januar 2024                                                   | Saporo (Okurajama HS137)                                          | L 061                                                             | Eva Pinkelnig                                                    | Jenny Rautionaho                                                 | Eirin Maria Kvandal                                              | [ 82 ]                                                           |
| 219                                                               | 10                                                                | 14. januar 2024                                                   | Saporo (Okurajama HS137)                                          | L 062                                                             | Juki Ito                                                         | Katharina Schmid                                                 | Nika Križnar                                                     | [ 83 ]                                                           |
| 220                                                               | 11                                                                | 19. januar 2024                                                   | Zao (Jamagata HS102)                                              | N 158                                                             | Nika Prevc                                                       | Juki Ito                                                         | Alexandria Loutitt                                               | [ 84 ]                                                           |
|                                                                   |                                                                   | 21. januar 2024                                                   | Zao (Jamagata HS102)                                              | N cnx                                                             | odpovedana zaradi močnega vetra in dežja; prestavljena v Planico | odpovedana zaradi močnega vetra in dežja; prestavljena v Planico | odpovedana zaradi močnega vetra in dežja; prestavljena v Planico | odpovedana zaradi močnega vetra in dežja; prestavljena v Planico |
| 221                                                               | 12                                                                | 27. januar 2024                                                   | Ljubno ob Savinji (Savina HS94)                                   | N 159                                                             | Eva Pinkelnig                                                    | Nika Prevc                                                       | Alexandria Loutitt                                               | [ 85 ]                                                           |
| 222                                                               | 13                                                                | 28. januar 2024                                                   | Ljubno ob Savinji (Savina HS94)                                   | N 160                                                             | Nika Prevc                                                       | Eva Pinkelnig                                                    | Nika Križnar                                                     | [ 86 ]                                                           |
| 223                                                               | 14                                                                | 3. februar 2024                                                   | Willingen (Mühlenkopf HS147)                                      | L 063                                                             | Jacqueline Seifriedsberger                                       | Sara Takanaši                                                    | Katharina Schmid                                                 | [ 87 ]                                                           |
| 224                                                               | 15                                                                | 4. februar 2024                                                   | Willingen (Mühlenkopf HS147)                                      | L 064                                                             | Silje Opseth                                                     | Nika Prevc                                                       | Juki Ito                                                         | [ 88 ]                                                           |
|                                                                   |                                                                   | 17. februar 2024                                                  | Râșnov (Trambulina HS97)                                          | N cnx                                                             | odpovedana zaradi pomanjkanja snega                              | odpovedana zaradi pomanjkanja snega                              | odpovedana zaradi pomanjkanja snega                              | odpovedana zaradi pomanjkanja snega                              |
| 18. februar 2024                                                  | N cnx                                                             |                                                                   | Râșnov (Trambulina HS97)                                          |                                                                   | odpovedana zaradi pomanjkanja snega                              | odpovedana zaradi pomanjkanja snega                              | odpovedana zaradi pomanjkanja snega                              | odpovedana zaradi pomanjkanja snega                              |
| 225                                                               | 16                                                                | 24. februar 2024                                                  | Hinzenbach (Aigner-Schanze HS90)                                  | N 161                                                             | Eva Pinkelnig                                                    | Jacqueline Seifriedsberger                                       | Katharina Schmid                                                 | [ 89 ]                                                           |
| 226                                                               | 17                                                                | 25. februar 2024                                                  | Hinzenbach (Aigner-Schanze HS90)                                  | N 162                                                             | Eva Pinkelnig                                                    | Nika Prevc                                                       | Jacqueline Seifriedsberger                                       | [ 90 ]                                                           |
| 227                                                               | 18                                                                | 1. marec 2024                                                     | Lahti (Salpausselkä HS130)                                        | L 065                                                             | Nika Križnar                                                     | Jacqueline Seifriedsberger                                       | Eva Pinkelnig                                                    | [ 91 ]                                                           |
| prolog                                                            | prolog                                                            | 8. marec 2024                                                     | Oslo (Holmenkollen HS134)                                         | L Qro                                                             | Eirin Maria Kvandal                                              | Silje Opseth                                                     | Eva Pinkelnig                                                    | [ 92 ]                                                           |
| 228                                                               | 19                                                                | 9. marec 2024                                                     | Oslo (Holmenkollen HS134)                                         | L 066                                                             | Silje Opseth                                                     | Katharina Schmid                                                 | Eirin Maria Kvandal                                              | [ 93 ]                                                           |
| prolog                                                            | prolog                                                            | 10. marec 2024                                                    | Oslo (Holmenkollen HS134)                                         | L Qro                                                             | Eirin Maria Kvandal                                              | Katharina Schmid                                                 | Nika Križnar                                                     | [ 94 ]                                                           |
| 229                                                               | 20                                                                | 10. marec 2024                                                    | Oslo (Holmenkollen HS134)                                         | L 067                                                             | Eirin Maria Kvandal                                              | Nika Prevc                                                       | Eva Pinkelnig                                                    | [ 95 ]                                                           |
| prolog                                                            | prolog                                                            | 12. marec 2024                                                    | Trondheim (Granåsen HS105/138)                                    | N Qro                                                             | Eirin Maria Kvandal                                              | Eva Pinkelnig                                                    | Nika Prevc                                                       | [ 96 ]                                                           |
| 230                                                               | 21                                                                | 12. marec 2024                                                    | Trondheim (Granåsen HS105/138)                                    | N 163                                                             | Eirin Maria Kvandal                                              | Eva Pinkelnig                                                    | Nika Križnar                                                     | [ 97 ]                                                           |
| prolog                                                            | prolog                                                            | 13. marec 2024                                                    | Trondheim (Granåsen HS105/138)                                    | L Qro                                                             | Eirin Maria Kvandal                                              | Katharina Schmid                                                 | Sara Takanaši                                                    | [ 98 ]                                                           |
| 231                                                               | 22                                                                | 13. marec 2024                                                    | Trondheim (Granåsen HS105/138)                                    | L 068                                                             | Nika Prevc                                                       | Eirin Maria Kvandal                                              | Eva Pinkelnig                                                    | [ 99 ]                                                           |
|                                                                   |                                                                   | 16. marec 2024                                                    | Vikersund (Vikersundbakken HS240)                                 | F cnx                                                             | odpovedana zaradi močnega vetra                                  | odpovedana zaradi močnega vetra                                  | odpovedana zaradi močnega vetra                                  | odpovedana zaradi močnega vetra                                  |
| 232                                                               | 23                                                                | 17. marec 2024                                                    | Vikersund (Vikersundbakken HS240)                                 | F 001                                                             | Eirin Maria Kvandal                                              | Silje Opseth                                                     | Ema Klinec                                                       | [ 100 ]                                                          |
| 5. Raw Air skupno (8–17. marec 2024)                              | 5. Raw Air skupno (8–17. marec 2024)                              | 5. Raw Air skupno (8–17. marec 2024)                              | 5. Raw Air skupno (8–17. marec 2024)                              | 5. Raw Air skupno (8–17. marec 2024)                              | Eirin Maria Kvandal                                              | Silje Opseth                                                     | Eva Pinkelnig                                                    | [ 101 ]                                                          |
| 233                                                               | 24                                                                | 21. marec 2024                                                    | Planica (Srednja skakalnica HS102)                                | N 164                                                             | Eva Pinkelnig                                                    | Alexandria Loutitt                                               | Nika Prevc                                                       | [ 102 ]                                                          |
| 13. svetovni pokal skupno (2. december 2023–21. marec 2024)       | 13. svetovni pokal skupno (2. december 2023–21. marec 2024)       | 13. svetovni pokal skupno (2. december 2023–21. marec 2024)       | 13. svetovni pokal skupno (2. december 2023–21. marec 2024)       | 13. svetovni pokal skupno (2. december 2023–21. marec 2024)       | Nika Prevc                                                       | Eva Pinkelnig                                                    | Alexandria Loutitt                                               | [ 103 ]                                                          |

#### Superekipne tekme
| Št.sk. | Št.sz. | Datum           | Prizorišče (skakalnica) | Št.   | Zmagovalki                             | Drugi                                             | Tretji                                                     | Vir     |
| ------ | ------ | --------------- | ----------------------- | ----- | -------------------------------------- | ------------------------------------------------- | ---------------------------------------------------------- | ------- |
| 2      | 1      | 20. januar 2024 | Zao (Jamagata HS102)    | N 002 | Slovenija1. Nika Križnar 2. Nika Prevc | Kanada1. Abigail Strate · 2. Alexandria Loutitt · | Avstrija1. Jacqueline Seifriedsberger · 2. Eva Pinkelnig · | [ 104 ] |

### Razvrstitve
| Uvr. | po 24 tekmah                          | Točke |
| ---- | ------------------------------------- | ----- |
| 1    | Nika Prevc                            | 1454  |
| 2    | Eva Pinkelnig                         | 1305  |
| 3    | Alexandria Loutitt                    | 1030  |
| 4    | Juki Ito                              | 1018  |
| 5    | Jacqueline Seifriedsberger            | 935   |
| 6    | Nika Križnar                          | 893   |
| 7    | Eirin Maria Kvandal Josephine Pagnier | 843   |
| 9    | Sara Takanaši                         | 799   |
| 10   | Katharina Schmid                      | 751   |

| Uvr. | po 25 tekmah | Točke |
| ---- | ------------ | ----- |
| 1    | Avstrija     | 3891  |
| 2    | Slovenija    | 3442  |
| 3    | Japonska     | 2386  |
| 4    | Norveška     | 2280  |
| 5    | Nemčija      | 1967  |
| 6    | Kanada       | 1654  |
| 7    | Francija     | 931   |
| 8    | Finska       | 815   |
| 9    | Italija      | 364   |
| 10   | Češka        | 193   |

| Uvr. | po 27 nagradah             | CHF    |
| ---- | -------------------------- | ------ |
| 1    | Eirin Maria Kvandal        | 75 991 |
| 2    | Nika Prevc                 | 75 501 |
| 3    | Eva Pinkelnig              | 68 715 |
| 4    | Alexandria Loutitt         | 48 290 |
| 5    | Juki Ito                   | 45 110 |
| 6    | Silje Opseth               | 42 774 |
| 7    | Jacqueline Seifriedsberger | 41 590 |
| 8    | Nika Križnar               | 41 399 |
| 9    | Joséphine Pagnier          | 37 185 |
| 10   | Sara Takanaši              | 35 629 |

| Uvr. | po 2 tekmah         | Točke |
| ---- | ------------------- | ----- |
| 1    | Nika Prevc          | 527,7 |
| 2    | Eva Pinkelnig       | 518,1 |
| 3    | Abigail Strate      | 516,8 |
| 4    | Eirin Maria Kvandal | 516,1 |
| 5    | Marita Kramer       | 483,6 |
| 6    | Ema Klinec          | 480,6 |
| 7    | Jenny Rautionaho    | 477,2 |
| 8    | Joséphine Pagnier   | 477,1 |
| 9    | Alexandria Loutitt  | 475,7 |
| 10   | Juki Ito            | 473,1 |

| Uvr. | po 9 tekmah                | Točke  |
| ---- | -------------------------- | ------ |
| 1    | Eirin Maria Kvandal        | 1790,4 |
| 2    | Silje Opseth               | 1638.4 |
| 3    | Eva Pinkelnig              | 1634,9 |
| 4    | Katharina Schmid           | 1599,6 |
| 5    | Nika Prevc                 | 1579,0 |
| 6    | Nika Križnar               | 1557,1 |
| 7    | Alexandria Loutitt         | 1554,0 |
| 8    | Sara Takanaši              | 1534,8 |
| 9    | Jacqueline Seifriedsberger | 1530,4 |
| 10   | Joséphine Pagnier          | 1472,1 |

## Upokojitve
Naslednji skakalci in skakalke iz svetovnega pokala so se upokojili v ali po sezoni 2023/24:
| Moški - Kryštof Hauser - František Holík - Thomas Aasen Markeng - Klemens Murańka - Dominik Peter - Peter Prevc - Markus Rupitsch - Radek Rýdl - Reruhi Šimizu - Daniel-André Tande - Hiroaki Vatanabe | Ženske - Irina Avakumova - Julia Clair - Katharina Ellmauer - Maren Lundby - Sophie Sorschag |